# Unión de Pequeños Agricultores de Andalucía
La Unión de Pequeños Agricultores de Andalucía (más conocida por sus siglas UPA-A, y oficialmente Unión de Pequeños Agricultores y Ganaderos de Andalucía) es una organización profesional agraria de carácter sindical cuya finalidad es mejorar la calidad de las producciones y favorecer la competitividad así como apoyar la formación en el campo, el protagonismo de la mujer en el entorno rural y el mantenimiento de la Seguridad Social Agraria.
La UPA-Andalucía se organiza en un Comité Regional y una Comisión Ejecutiva Regional, órgano responsable de fijar la acción sindical en los foros en los que participa. Cuenta con ocho sedes provinciales en cada una de las provincias de Andalucía, que a su vez coordinan la actividad de las oficinas comarcales.